# A Squeak in the Deep
Pour plus de détails, voir Fiche technique et Distribution.
A Squeak in the Deep est un court métrage américain Looney Tunes de 1966 réalisé par Robert McKimson, mettant en scène Speedy Gonzales contre Daffy Duck.